# Irolita
Az Irolita a porcos halak (Chondrichthyes) osztályának rájaalakúak (Rajiformes) rendjébe, ezen belül az Arhynchobatidae családjába tartozó nem.

## Tudnivalók
Az Irolita-fajok előfordulási területe az Indiai-óceán keleti felének a középső részén van. Ezek a porcos halak fajtól függően 43-52 centiméteresek.

## Rendszerezés
A nembe az alábbi 2 élő faj tartozik:
- Irolita waitii (McCulloch, 1911)
- Irolita westraliensis Last & Gledhill, 2008